# 菩提山城

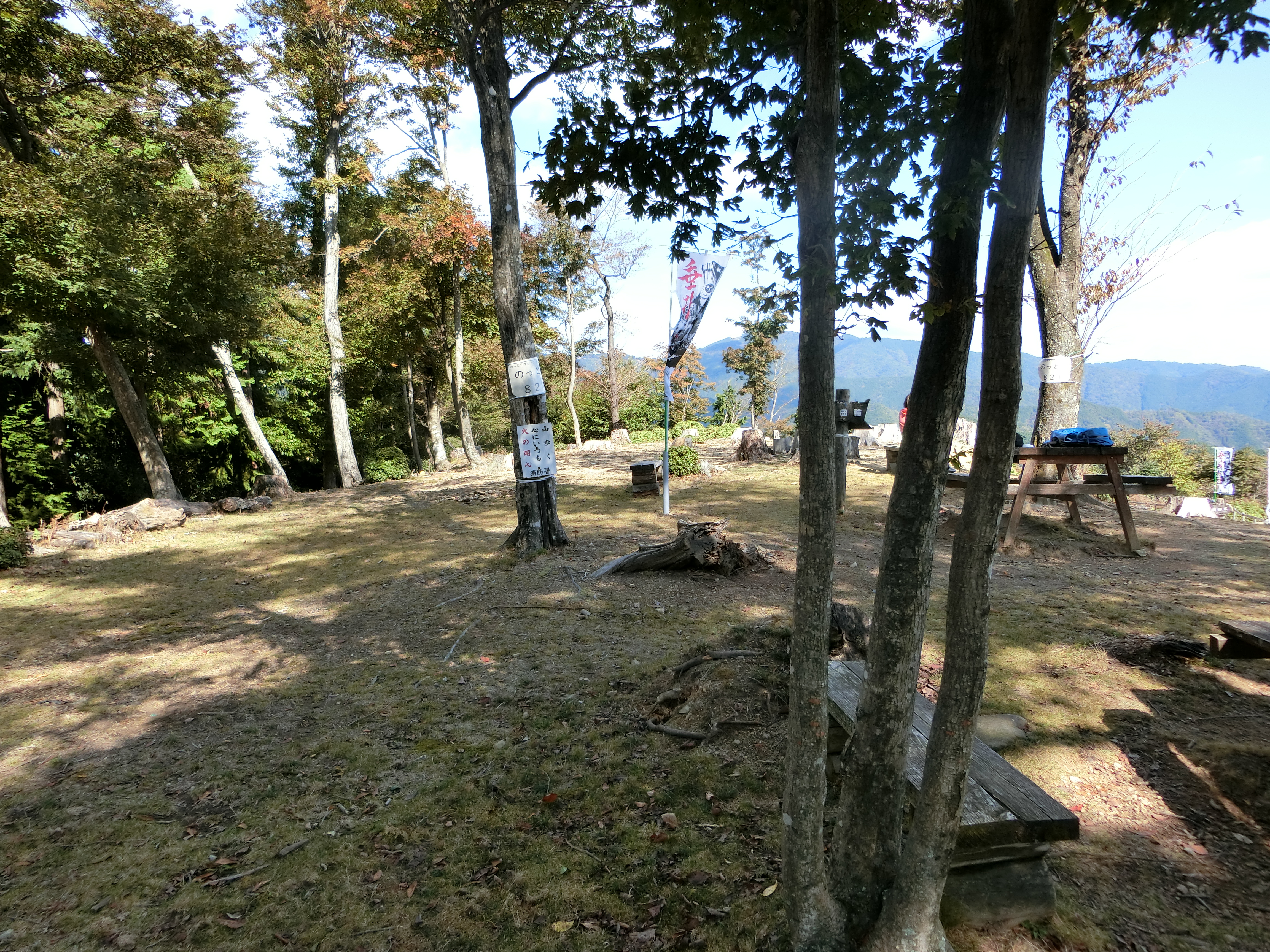
一の曲輪（2021年）

菩提山城（ぼだいさんじょう）は、岐阜県不破郡垂井町の菩提山にあった日本の城（山城）。竹中重元が岩手弾正を滅ぼした後、竹中氏の居城として新たに築城したものとされ、麓に竹中氏陣屋が築かれるまで使用された。西美濃では最大級の山城である。

## 概要
伊吹山系の東端にある菩提山（402メートル）山頂に築かれた東西150メートル・南北300メートルの山城で、竹中重元が同地の豪族であった岩手氏を滅ぼして新たに築城した。以後、重元・重治・重門の3代にわたり使用され、重門が麓の竹中氏陣屋に居を移したことで廃城となった。2024年に行われた発掘調査により建物礎石が発見され、単なる砦ではなく居館として用いられた屋敷が山上に存在したことが確認された。

## 歴史
- 1558年（永禄元年） - 竹中重元が岩手弾正を滅ぼし、6千貫の領主となる。
- 1559年（永禄2年） - 竹中重元が菩提山に菩提山城を築く。
- 1560年（永禄3年） - 重元が病没し、子の重治（半兵衛）が家督を継ぎ城主となる。
- 1565年（永禄7年） - 重治が16人の手勢で稲葉山城（岐阜城）を落とす。重治は、斎藤氏の滅亡後は織田信長・豊臣秀吉に仕える。
- 1579年（天正7年） - 重治が播磨三木城攻め（三木合戦）の陣中にて病没し、子の重門が家督を継ぎ城主となる。
- 1600年（慶長5年） - 重門は関ヶ原の戦いにて東軍につき、徳川家康に菩提山城を提供する。戦後、麓の竹中氏陣屋に居を移し、菩提山城は廃城となる。

## アクセス

### 公共交通機関
- JR東海 東海道本線 垂井駅で下車。→垂井町巡回バス（垂井・岩手線）「菩提」で下車。→菩提山の麓まで徒歩数分。

### 車

#### 名神高速道路
- 関ヶ原ICから30分

#### 東海環状自動車道
- 大垣西ICから25分